# درة جوز الهند اللورية

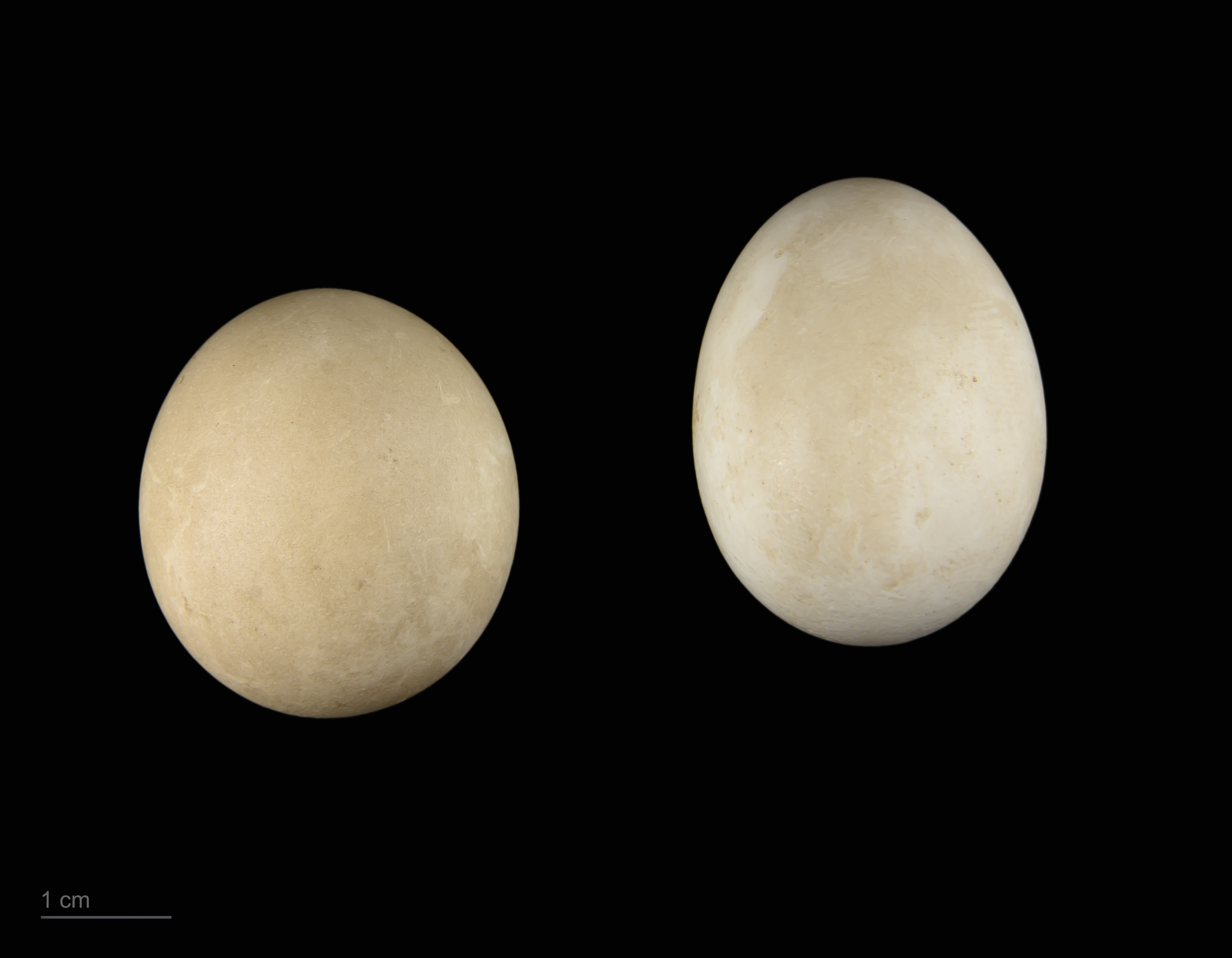
Trichoglossus haematodus

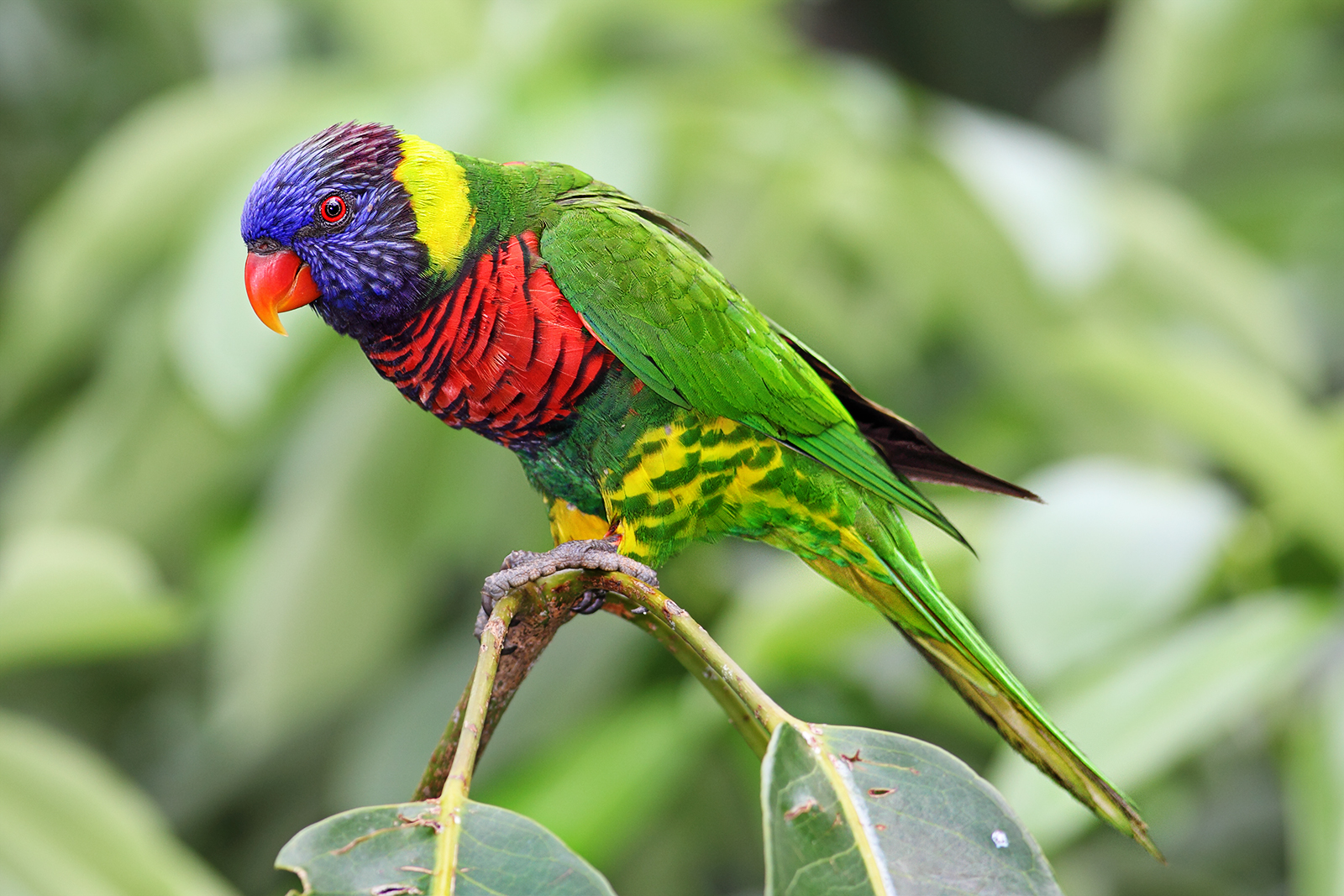

دُرَّة جوز الهند اللُّورِيَّة أو الدُرَّة اللُّورِيَّة خضراء القفا (الاسم العلمي: Trichoglossus haematodus) هو ببغاء يتبع فصيلة ببغاوات العالم القديم. اُعتُرف الآن بسبعة أنواع من الدُّرَر اللُّورِيَّة التي كانت تُصنف معًا تحت اسم Trichoglossus haematodus.

## الوصف
يبلغ طول هذا الببغاء حوالى 25 سم : 30 سم تقريبا ويتميز بالرأس الزرقاء والصدر البرتقالى والبطن المائله للأزرق أيضا والأجنحة والظهر والذيل باللون الأخضر ولديه منقار أحمر رائع ولكن له عدة مراحل حيث يخرج الفرخ من العش بمنقار أسود تماما ثم يبدأ اللون الأسود في الانحصار ليظهر اللون البرتقالى كامل في مرحلة الشباب ثم يتحول المنقار للأحمر الزاهى عند البلوغ.